# Tom Luken
Tom Luken (właśc. Thomas Andrew Luken, ur. 9 lipca 1925, zm. 10 stycznia 2018) – amerykański polityk, przedstawiciel Partii Demokratycznej ze stanu Ohio.
Urodził się w Cincinnati w hrabstwie Hamilton. W 1942 ukończył Purcell High School. Studiował też na Bowling Green State University w Toledo w stanie Ohio (1943-1944). W 1943-1945 służył w piechocie morskiej w stopniu porucznika. Bakalaureat otrzymał na Xavier University w Cincinnati w 1947. W 1950 uzyskał stopień bakałarza praw na Salmon P. Chase Law School w Cincinnati. W 1950 uzyskał uprawnienia do wykonywania zawodu adwokata. Praktykował jako prawnik. Był burmistrzem Cincinnati (1971-1972). Był delegatem na ogólnokrajowe konwencje demokratów w 1964 i 1968. W 1974 został kongresmanem po rezygnacji Williama J. Keatinga. Był jeszcze dwa razy wybierany do Kongresu. Zmarł w wieku 92 lat w Cincinnati. 
Przez siedemdziesiąt lat był żonaty z Shirley Luken. Mieli ośmioro dzieci, piętnaścioro wnuków i siedemnaścioro prawnuków. 